# 카이로 대학교
카이로 대학교(아랍어: جامعة القاهرة‎, 이집트 대학교, 푸아드 대학교의 후신)는 이집트 기자에 위치한 공립 대학교이다.
카이로 대학교는 로스쿨과 약학대학을 포함한다. 약학대학은 카이로 약대(Kasr Alaini,قصر العيني , Qasr-el-'Ayni)로 불리며 아프리카와 중동 최초로 설립되었다. 그 첫 건물은 알라이니 파샤의 기부로 지어졌다. 그 이후 대학은 계속 확장되었다.
대학교는 1908년 12월 21일에 설립되었다. 카이로 대학교의 설립은 교육적인 사고를 위한 국가 중심을 설립하려는 노력의 결과였다. 공과대학은 1816년에 설립되었는데 1854년 무하마드 사이드 파샤에 의해 폐쇄되었다. 카이로 대학교는 유럽식 시민대학교로서 설립되었다. 이것은 종교적인 대학교 알아자르 대학교와는 대비되는 것이었며 지역 내 다른 주립대학교의 모델이 되었다.

## 같이 보기
- 이집트의 교육